# José Sinval
José Sinval de Campos (Bebedouro, 6 aprile 1967) è un allenatore di calcio ed ex calciatore brasiliano, di ruolo attaccante, tecnico in seconda del Sion.

## Carriera

### Giocatore
Diventa campione svizzero con la squadra del Servette al termine della stagione 1993-94.

### Allenatore
Il 2 aprile 2014 dopo l'esonero di Jean-Michel Aeby, con il quale ha giocato nelle file del Servette, diventa il vice allenatore della squadra ginevrina affidata a Cantaluppi.

## Palmarès

### Calciatore
- Campionato svizzero: 1

Servette: 1993-1994